# Пэдурариу, Рикардо
Рика́рдо Алекса́ндру Пэдура́риу (рум. Ricardo Alexandru Pădurariu; 23 мая 2007, Бухарест) — румынский футболист, защитник клуба «Стяуа».

## Клубная карьера
Левый защитник, прошёл академию «Стяуа» и, несмотря на многочисленные операции на колене, к 16 годам перешёл в старшую команду. Он отправился на предсезонный сбор первой команды в июне 2023 года в Нидерландах. Дебютировал за клуб 19 мая 2024 года в Лиге I в выездном поединке против столичного «Рапида», выйдя на замену во втором тайме.

## Карьера в сборной
В 2022 году он представлял Румынию на уровне U16. В 2023 году дебютировал за сборную Румынии до 17 лет.